# 広州天河飛行場
広州天河飛行場（こうしゅうてんがひこうじょう、中国語: 廣州天河機場）は、広東省広州市東郊の番禺県天河村（現天河区）付近にかつて存在した飛行場。北面にそびえる丘陵「痩狗嶺」から、痩狗嶺機場とも呼ばれた。1928年12月に建設が開始され、1931年7月より陳済棠の広州国民政府私設の広東空軍によって使用。その後、中華民国空軍、日本陸軍航空隊、中国人民解放軍空軍などが使用し1968年に廃止された。
跡地付近には天河体育中心体育場が建つ。

## 民国発端

### 建設と使用

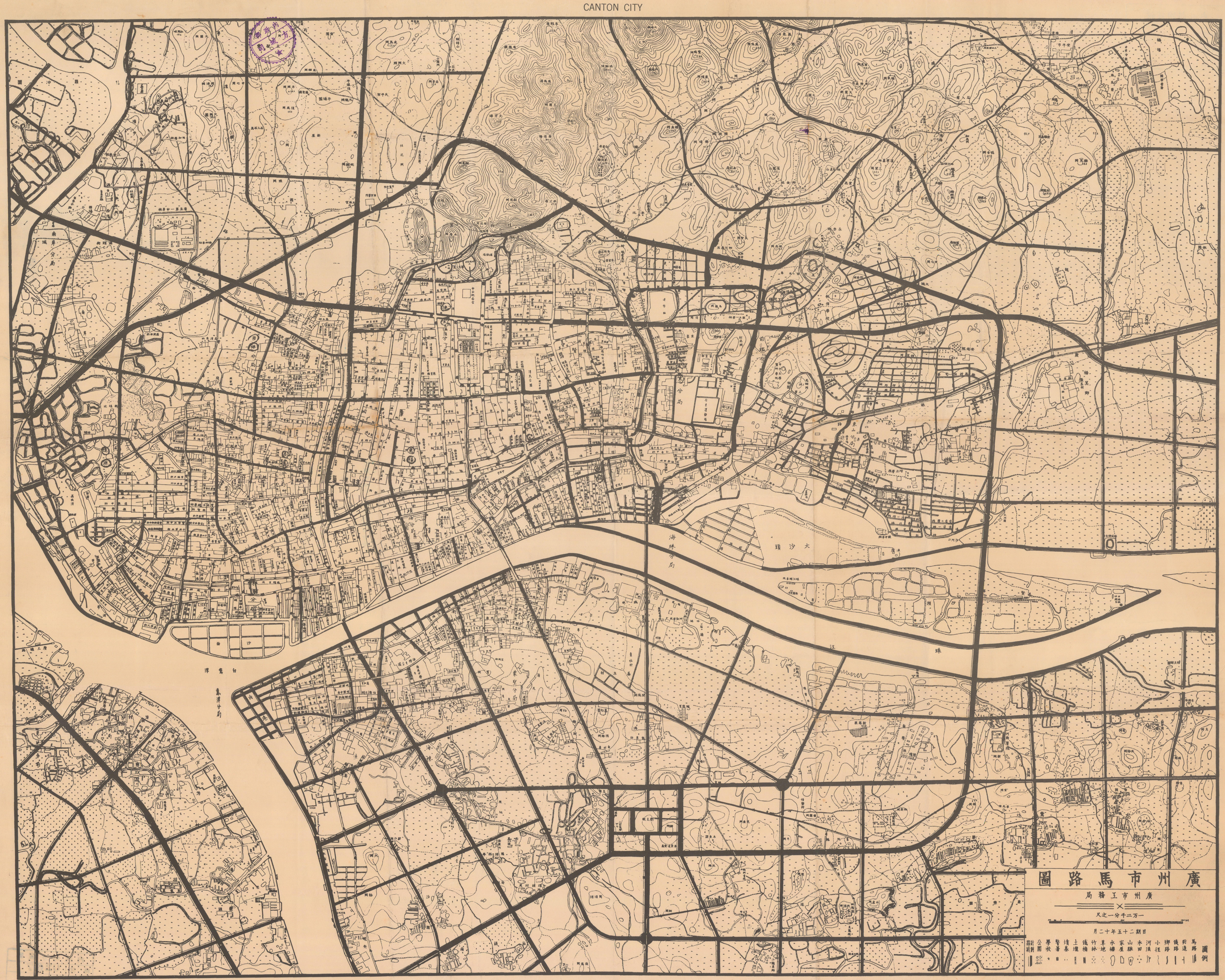
1936年当時の広州地図。機密上の問題か、天河機場の記載はない

広東航空学校は大沙頭飛行場に2代目校舎を建設したが、当初より手狭さが露呈していた。国民政府は南京遷都後の1928年、広東航空学校に代わる教育施設として中央軍官学校航空隊を創設。一方、国民革命軍第八路軍航空処はまだ国民革命軍総司令部の管轄であった広東航空学校の移転地を天河に決定。40万大洋の予算を投じ、同年12月着工。1931年1月12日に落成式が行われ、7月に完成した。
飛行場の選定は既に1928年に行われていたが、蔣桂戦争により計画は先送りとなっていた。翌1929年、第八路軍航空処代理処長陳慶雲の呼びかけでようやく軌道に乗った。当時、予定地には周辺住民の墳墓があったため航空処は立ち退きを求めていたが、期日を過ぎても移転が行われなかったため、番禺県兵営が出る騒ぎとなった。飛行場完成後、航空学校五期学生の後期訓練が実施された。周辺地に民間用として石牌跑馬場飛行場と白雲飛行場が建築された。
周辺地は珪岩の石炭紀に形成された地層からなる丘陵地帯で、飛行場は西側に半円形に切り立った崖の小高い丘の上に構築された。建設当時、崖の下を沙河が流れ、南西は天河村が隣接した。そのほかにも竜潭、石牌などの大小の集落が田畑の中に点在してあり、石牌には民間向けの石牌跑馬場飛行場があった。北部は東側に陸軍の兵舎と練兵場、西側に花生寮が、その先は沙河鎮や中山大学があった。北部を粤漢鉄路、南部を広九鉄路が走る。現在は天河が再開発地区として発展しているが、当時は沙河の方が発展していた。
滑走路は東西南北に十字状に走り、その周辺を格納庫や兵舎などの施設が円形に囲むように建てられた。南西に少なくとも2棟、南東に2棟並んで6～8棟の格納庫があり、その後方に兵舎が数棟、そして飛行場南西には広東空軍司令部があった。

### 広東空軍消滅と中央空軍の接収
両広事変さなかの1936年6月、広東空軍司令黄光鋭は抗日団結のため、陳済棠の広州国民政府から広東空軍9個飛行中隊を一斉離脱させ、中央空軍へと帰順させる“北飛”行動を策した。行動は7月18日の深夜に実行され、従化などから小分けして飛んだ。うち1機が定員オーバーのため墜落する悲劇があったが、充分な準備により、謝莽を隊長として69機の飛行機は南昌に着陸した。黄光鋭ら3人は教練機に分乗し香港経由で渡った。
中央空軍の接収後、華南の制空権を担う重要拠点として広州総站に指定（のちに番号名導入で第5総站と改名）。総站長は何涇渭、譚寿などがつとめた。旧広東空軍司令部庁舎には航空委員会広東方面司令部（のち空軍第2路司令部に改編）が設置され、中央航空学校分校としても利用された。

## 日中戦争期

### 日本軍の占領と拡充

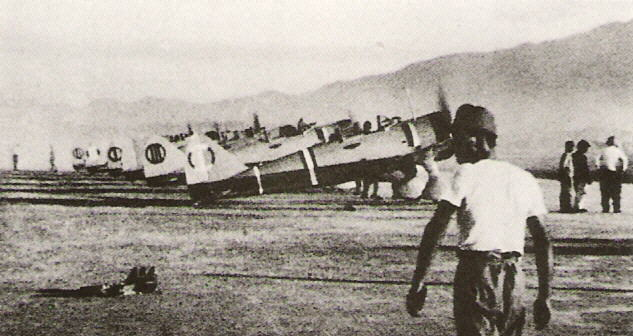
天河飛行場に展開する飛行第64戦隊第1中隊。滑走路が舗装されていないため、進出間もない1938年11月～1939年1月ごろの撮影と思われる。

1937年の日中戦争（抗日戦争）勃発当時、広東空軍より再編され、中央空軍主力のカーチス・ホークⅢを供与された暫編第29中隊（長：黄新瑞、副隊長：鄧従凱）などが駐留し、韶関飛行場駐留の第5大隊第28中隊や南雄飛行場駐留の第3大隊と連携して広東防空に当たった。また、のちにA-12 シュライクを使用する第9大隊も第27中隊副中隊長の張旭夫によって残存戦力が集められた。
8月31日午前7時、鹿屋海軍航空隊の九六式陸攻9機が天河飛行場に空襲。格納庫群に至近距離で5発、格納庫に収容中の3機を破壊し司令部庁舎を炎上させたと報告。飛行場要員2名が死亡したほか、無電台にも損傷が出た。中国空軍も迎撃に上がり、虎門にて2機を撃墜（日本側記録の被害は墜落1機・被弾1機、中国空軍3機を撃墜）。
9月16日午後7時ごろ、鹿屋空の陸攻6機が飛来し南東の格納庫2棟にそれぞれ1発、北西部格納庫1棟に1発、南西方兵舎に4発の250㎏爆弾を投下、敵戦闘機と交戦し1機被撃墜、3機被弾を報告した。
9月21日、鳳翔・龍驤からなる第一空襲部隊の艦戦・艦爆を以て4度にわたる空爆が計画されたが、前日の悪天候のため中止され、午前の第1次攻撃（鳳翔艦戦15、艦攻3、艦爆12）、午後の第2次攻撃（龍驤艦爆16、艦戦3）が実施された。結果、第1次攻撃では13機撃墜、艦戦5機の不時着、第2次攻撃では6機撃墜、1機被弾を報告している。
9月22日午前4時、第二十三航空隊所属の九四式水上偵察機6機、九五式水上偵察機5機が飛来し、探照灯の照射と高射砲部隊の砲火を受けながら本部に6、旧本部に2、兵舎に3、格納庫に4発の爆弾を投下。続いて午後2時10分ごろ、鹿屋航空隊12機、木更津航空隊6機が第一航空戦隊戦闘機隊の援護のもと飛来、猛烈な対空砲火を受けながらも南東の格納庫2棟にそれぞれ1発、第1製弾廠に2，3発の250㎏爆弾を命中させ炎上させた。なお、この空襲では中国空軍機の迎撃はなかったと報告しているが、中国側の記録では暫編29中隊のカーチス・ホークⅢ全機9機が迎撃し4機を撃墜、分隊長関孟祝中尉（広校7期）がパラシュート脱出中に大火傷を負いのち死亡と記録しており、この記録は21日の空襲と混同した可能性がある。
10月7日、加賀第二航空戦隊が格納庫の破壊、10日には索敵攻撃で飛行場建物の破壊を報告。
1938年2月と3月1日に龍驤航空隊が各1回飛行場を空爆。
4月7日より、加賀航空隊が第三航空戦隊の水上偵察機と攻撃を開始。8日、加賀の第1攻撃隊（長：楠美正大尉、艦攻10、戦闘機5）のうち、前田旦三空曹長率いる艦攻2機が滑走路に60kg爆弾を投下。同地近辺および西村より高角砲及び機銃の攻撃を受けるも、損害はなかった。攻撃は10日にも行われ、西村貨車群を爆撃した。
4月13日、加賀航空隊第1次攻撃隊（西原晃大尉、96式艦爆9）、うち第1中隊の9機が滑走路に5発、南東部の格納庫群に1発を投下、また迎撃に上がったグロスター グラディエーター18機（第5大隊第28中隊の雷炎均副隊長指揮する9機、第29中隊の黄新瑞中隊長指揮する9機）と交戦し、11機撃墜確実、3機不確実を報告したが、95式艦戦2機未帰還、96式艦戦1機被撃墜、96式艦爆2機不時着水。中国側の記録では28中隊は2機被撃墜、1機不時着大破、29中隊は2機被撃墜、日本機2機を撃墜したが、うち1機が流化橋付近のミシン工廠に墜落し、中にいた女工百名近くが死傷した。
バイアス湾上陸成功後の同年10月21日に広州が陥落すると、第5総站は貴陽市に逃れ、重慶の空軍第1路司令部の指揮下に入る。第2路司令部と分校は柳州に逃れた。11月4日夕方、自動車で広東に到着した第4飛行団団長藤田朋少将は、度重なる空爆で修復には相当の日時がかかると判断し、飛行第27戦隊第1中隊（9月19日より第4飛行団編入、長：宇佐神正捷大尉）を三灶島、第1直協飛行隊（岡田武夫大尉）を石牌で依然前任務を継続させるとともに修復整備に注力するよう命じた。
11月20日、飛行第31、64戦隊空中部隊が天河飛行場に進出。また地上部隊として第94飛行場大隊、第97飛行場大隊が展開した。
翌1939年1月、第4飛行団は拡張工事計画を立案。損害の少なかった南西部の既存格納庫2棟を修繕、また、新たに組立式格納庫を64戦隊向けに南西2棟、31戦隊向けに南東3棟、27戦隊第1中隊向けに北西1棟、第2路司令部跡地付近に航空廠2棟、飛行場外に燃料および弾薬庫を北西と北東に各3棟、引込線、また、重爆撃機の運用を想定して滑走路の拡張・コンクリート舗装化および側溝の追加などが計画され、工事や部材運搬には第1野戦飛行場設定隊、第11師団第1兵站司令部、鉄道第2連隊第2大隊（第5中隊）が動員されたほか、汪兆銘政権により苦力が募集され、毎日5-9角銭（当時の物価で米1斤に相当）の日当が日本軍票で支払われた。また広九鉄路の東山～石牌間3キロが廃止され、新たに沙河～石牌の全長5.4キロが敷設。これにより吉山から黄埔港まで行ける黄埔支線が出来た。
1943年5月時点では、加えて第2路司令部跡地に第1兵舎、天河村内に第2兵舎、西部の川を渡った先に貨物廠と通信所が建てられている。戦隊指揮所などは格納庫内にあった。
その後、度重なる連合軍側の空爆を受け第1飛行団は1943年12月31日、各部隊長を集めて防空に関し協議、軍の同意を得て飛行場施設の大規模な改革に乗り出した。その結果、標的となりやすい格納庫は撤去され、コンクリート製の掩体壕に変えられた。また工場燃弾の疎開、滑走路の迷彩化、対空火器再配置などが行われた。終戦時点ではピスト（指揮所）がコンクリート1階建て5棟、管制塔と思われる3階建て1棟（後述の爆撃のため使用不能か）、中型掩体壕が有蓋・無蓋各1基、小型掩体壕が無蓋64基、トーチカ5基、また北部に修理廠、西部に兵舎1000人分があった。
同飛行場は、南支の主要航空拠点として終戦まで使われ続け、駐留航空隊が香港攻略、浙贛（せ号）作戦など多くの作戦に参加した。
終戦までの駐留部隊は以下の通り。
- 第4飛行団（1938年11月～39年9月1日台湾転入[33]）隷下部隊
  - 飛行第31戦隊（軽爆）：1938年11月20日～
  - 飛行第64戦隊（戦闘）：1938年11月20日～1939年8月7日/1941年2月1日～12月3日
  - 飛行第27戦隊第1中隊（軽爆）：1938年11月20日～39年6月末内地帰還[34]
  - 第1直協飛行隊（偵察）：～1939年5月30日内地帰還[34]
  - 独立飛行第82中隊（偵察）：1939年7月6日新編[34]～
  - 独立飛行第84中隊（戦闘）：1939年7月6日新編[34]～
  - 第94飛行場大隊：1938年11月20日～
  - 第97飛行場大隊：1938年11月20日～
- 第21軍第21独立飛行隊（39年9月1日～、石川愛大佐）隷下部隊
  - 独立飛行第16中隊（偵察）：1940年1月7日[35]～
  - 独立飛行第82中隊（偵察）
  - 独立飛行第84中隊（戦闘）
  - 飛行第31戦隊（軽爆）第1中隊：1939年12月29日[35]～
  - 飛行第64戦隊（戦闘）第1中隊：同上[35]～
  - 第3飛行場中隊：
  - 第85飛行場中隊：
  - 第3飛行場中隊：
  - 第1独立分廠
- 第7飛行団隷下部隊
  - 飛行第15戦隊第2中隊：1941年9月6日[36]～
  - 飛行第12戦隊：1941年9月27日[36]～
  - 飛行第27戦隊：1941年9月27日[36]～
  - 第34飛行場大隊：1941年9月10日～1943年10月15日[37]
- 第1飛行団（長：今西六郎少将、1943年8月11日発令、14日着[38]）隷下
  - 飛行第24戦隊：1942年7月～1943年8月29日南方転用発令、9月8日広東を離れる[39]。
  - 第51飛行場大隊：上記同
  - 飛行第33戦隊：1943年9月10日[39][40]～
  - 飛行第55戦隊
  - 飛行第25戦隊：1943年9月2日[41]～、のち第12飛行団隷下[42]
  - 飛行第54戦隊：1942年2月2日[43]～4月26日[44]
  - 独立飛行第18中隊：1942年2月2日[43]～4月上旬
  - 独立飛行第55中隊
- 第23軍飛行隊：第1次編成1941年12月～1942年2月2日[43]、第2次編成1942年4月下旬[45]～
  - 飛行第45戦隊：1941年12月7日移駐完結[46]～1942年1月7日[47]
  - 飛行第44戦隊第3直協隊：1941年11月30日[46]～
  - 独立飛行第10中隊：1941年12月～1942年2月2日[43]
  - 飛行第90戦隊第2中隊：1942年4月28日[48]
  - 飛行第54戦隊第3中隊：1942年4月26日[44]～
  - 独立飛行第18中隊：12月6日ごろ[46]～1942年4月下旬[45]
  - 独立飛行第84中隊：～1942年6月下旬[49]
- 第12飛行団隷下
  - 飛行第85戦隊：1943年6月より1個中隊が移駐、8月4日以降主力も移駐[50]
  - 独立飛行第18中隊：1941年12月6日[46]～1943年1月下旬より武昌
- 所属不明
  - 第106飛行場大隊（長：国岡完少佐）：1944年4月2日[51]～終戦
  - 南支派遣隊電報班（第15航空通信隊第4中隊、第5中隊の一部）
  - 南支気象隊（1943年4月より第4気象連隊第3大隊に改編）：～終戦[52][53]。

なお、白雲飛行場は当初海軍の管轄とされたが、1939年8月の現地協定で陸軍も使用することとなり、レーダーや戦闘飛行団戦闘指令所が構築され、広東に展開する情報隊からの通信網が集中していた。近隣には岑村空港も建設された。いずれも民間飛行場として現役である。

### 連合軍の爆撃
天河飛行場は日本陸軍航空隊の華南における重要基地であったため、必然的に連合軍の標的となり、大戦後期には度々空爆を受けるようになる。
1942年6月17日午後6時20分ごろ、桂林攻撃の報復としてB-25 3機がP-40 2機の護衛の下初空爆を実行、50㎏爆弾19発を滑走路と北東の拡張工事地区に投下し2名が重軽傷を負ったほか、99式軽爆1機が小破したが施設に被害はなかった。8月8日、B-25 5機が低空で飛来し滑走路に投弾したが、小型の瞬発で被害はほとんどなかった。当時1個編隊が上空に待機していたが気付かず、三水上空で2機を撃墜した。
1943年5月18日15時30分ごろ、ノースアメリカンA-36 8機、P-40 6機の爆撃を受け、通信室の窓ガラスが全破損、日本軍の接収前から残存していた南西部の航空廠格納庫1棟が大破し1棟が消失、内部の隊長室が大破使用不能となった他、第15航空通信隊第4中隊の上等兵1名が死亡、第5中隊の一等兵2名が負傷した。迎撃に上がった飛行第33連隊の戦闘機が1機を撃墜した。7月4日および5日、第11中爆撃機隊のB-25がP-40の護衛のもと空爆
1943年12月23日16時ごろ、第14航空隊（飛虎隊）第308爆撃機大隊のB-24爆撃機28機が中米混成航空団（CACW）のP-40戦闘機24機（うち5機は第3大隊長・洪奇偉はじめ中国人パイロット）、P-51戦闘機6機（8機とも）の掩護のもと天河に飛来。当日、日本側は情報の伝達が著しく遅延しており、迎撃に上がろうとした戦闘機は次々と地上で被弾したが、第90戦隊による柳州爆撃の掩護任務から帰還した直後であった白雲の第25戦隊と連携して空中戦を展開。日本側の損害は、日本側の記録では第33戦隊は地上爆死7名、負傷4名、第25戦隊は中隊長菅原英男中尉以下戦死19名、負傷30名を出した。空中戦での損害はなし。連合軍側の記録では6機を地上撃破、空中戦で3機を撃墜したとしている。連合軍側の損害は、日本側の記録では10機、連合軍側の記録ではP-40 2機とB-24 1機が撃墜された。
1944年11月29日、P-51戦闘機2機が痩狗嶺の方向から飛行場に向かい、1機は高射砲陣地を、もう1機は滑走路を機銃掃射。しかし帰投中、1機が付近の棠下上社村の畑に墜落した。村民は10日間かけて韶関の第六十三軍軍部まで送り届けた。戦後、村民は米中政府より表彰され、広州市連合国救済復興機関は村民に米を贈呈したほか、1946年冬には珠江水利局が貯水湖を建造し干ばつを改善した。
また、いずれの爆撃かは不明だが、3階建てピストに100㎏爆弾が直撃、床を貫通し地下に避難していた兵・現地徴用者100名が死亡した。

## 広州光復後

### 民間への転用
第二次世界大戦後、天河飛行場は中国空軍に接収された。接収には李沛恩上尉と兪永安中尉を責任者とする「空軍第6地区司令部」（第6航空総站のことか）、桂林の第10航空総站の地上勤務要員などによって行われた。
1947年、白雲飛行場拡張工事のため、白雲で行っていた民間航空の運航を1949年の竣工まで天河で代行する。
中華人民共和国成立後、天河飛行場は人民解放軍に接収される。しかし1950年下半期、天河飛行場も民間飛行場として整備がなされる。民航広州弁事処を設置、赤崗無線局、無線航行局、無線方向探知局、無指向性無線標識、天河第二無線局、探照灯站、進入路指示灯、滑走路灯等の設備が追加された。
飛行場設備完成後、周恩来ら国家首脳部がソ連顧問団や外国首脳を出迎える場として利用された。

### 廃止とその後
1959年12月22日、民航管理局は白雲に移転し、天河飛行場は再び人民解放軍空軍広州軍区の管轄となる。しかし所在地の地理的位置、気象条件等の問題、そして崖の上に建てたため拡張の余地がないことから1968年に廃止された。その後、廃止前から周辺で行われていた造林に飛行場跡地も建物が一部残ったまま対象エリアとして緑化が進められたようだが、改革開放後の1982年7月に土地の不法占有の防止や外貨獲得のため再開発計画が持ち上がり、1983年ごろには天河体育中心体育場の建設をはじめとする商業施設の建設を決定。1984年7月4日、広州軍区から広州市政府への土地の移管が正式に行われ着工。それに伴い1985年に天河区が設置。体育中心は1987年8月31日に落成。また天河北の周辺跡地や珠江沿岸も再開発区域となり、現在はオフィスやショッピングセンターが立ち並ぶ中心業務地区となる。